# Gemeinde Neringa

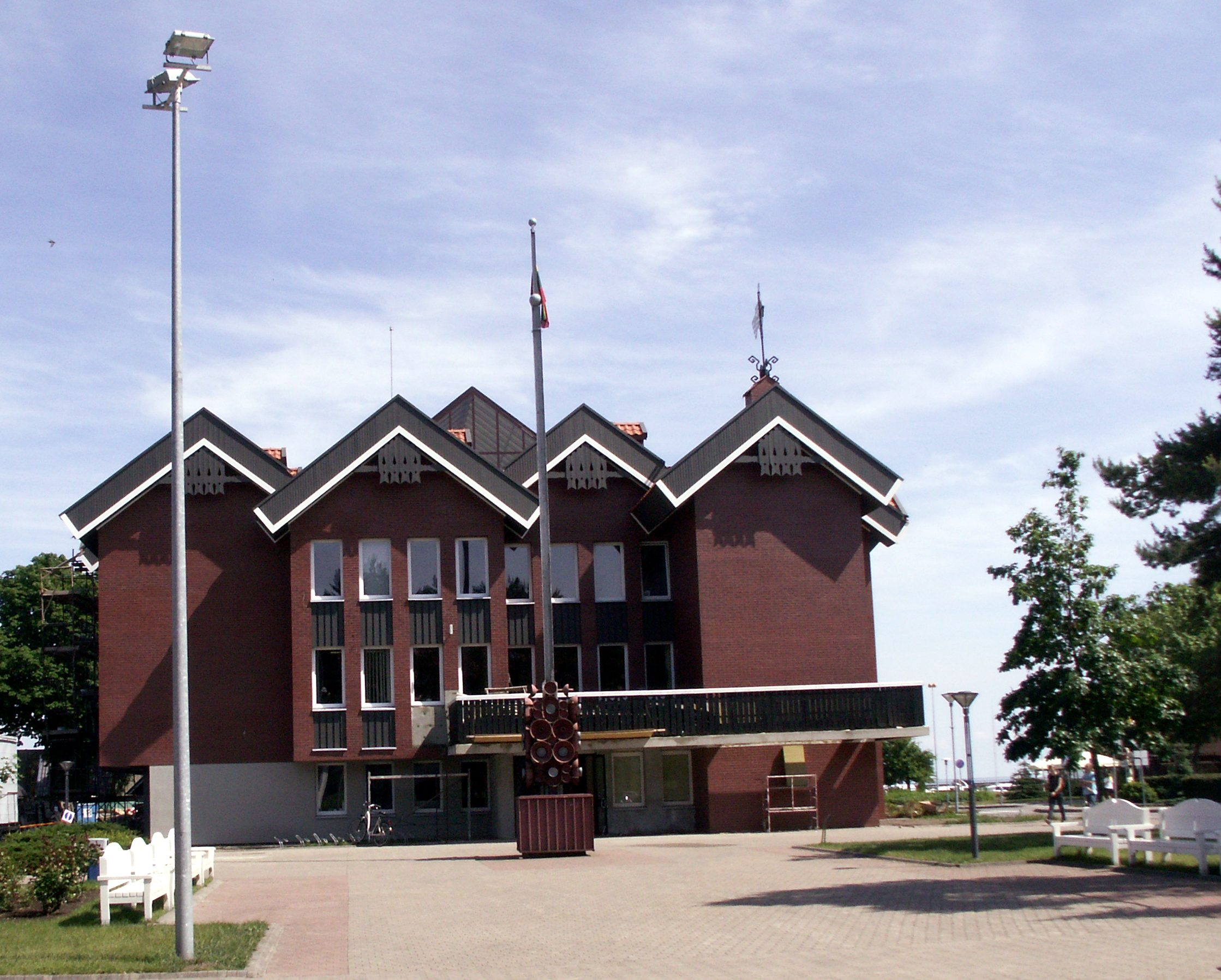
Selbstverwaltungsgebäude von Neringa (gebaut 1976; Architekt G. Tiškus)

Die Gemeinde Neringa (lit. Neringos savivaldybė) ist eine Selbstverwaltungsgemeinde in Litauen. Sie erstreckt sich über eine Länge von ca. 50 km auf der Kurischen Nehrung. Ab 1961 war Neringa war eine Stadt republikanischer Unterordnung.

## Struktur
Die Gemeinde  besteht aus:
- der direkt verwalteten Kurortsiedlung Nida  – 1178 Einwohner, Hauptort und Verwaltungssitz,

und den beiden Ämtern (seniūnijos)
- Juodkrantės seniūnija mit 254 Einwohnern umfasst die Siedlungen (gyvenvietė):
  - Juodkrantė  – 720 Einwohner
  - Alksnynė  – Einzelgehöft mit 4 Einwohnern
- Preilos-Pervalkos seniūnija umfasst die Siedlungen
  - Preila  – 205 Einwohner
  - Pervalka  – 40 Einwohner

Im heutigen Gemeindegebiet von Neringa lagen auch die dann unter Sanddünen begrabenen Orte Karvaičiai (Karwaiten) und Nagliai (Neegeln).

## Bürgermeister
- 1995, 1997, 2000, 2003: Stasys Mikelis
- 2004, 2007: Vigantas Giedraitis
- 2011–2013: Antanas Vinkus
- seit 2013: Darius Jasaitis  (* 1973)